# Reuniunea de la Târgu Mureș
Reuniunea de la Târgu Mureș (în maghiară Vásárhelyi találkozó) a fost întrunirea intelectualilor maghiari  în Palatul Apollo din Târgu Mureș între 2-4 octombrie 1937. La eveniment au participat 187 de oameni, mai ales scriitori și redactori cu diferite orientări politice, care au adoptat Confesiunea de la Târgu Mureș (în maghiară Vásárhelyi Hitvallás).  Scopul întâlnirii și adoptării unei rezoluți a fost crearea unei platforme unite între diferitele grupări ale minorității maghiare din România și discuția, cu posibilitatea găsirii unor soluții, pentru rezolvarea problemelor maghiarilor în contextul agravării situației politice către sfârșitul anilor '30 sub influența situației internaționale (prinderea de forță a ideologiei fasciste în România) și a acțiunilor regelui.

## Participanți
Scriitorul Áron Tamási a condus reuniunea la care au participat majoriatea scriitorilor maghiari din România, între care Gusztáv Abafáy, Sándor Asztalos, László Bányai, György Bözödi, Jenő Dsida, László Gagyi, Jenő Kovács Katona, György Kovács, Jenő Kiss, János Kemény, István Nagy, László Szenczei, Zsigmond Vita, Sándor Kacsó, Károly Molter, József Méliusz, Béla Józsa, Ferenc Szemlér, Zoltán Finta și Elemér Jancsó.